# Wilhelm Gorton (Politiker, 1922)

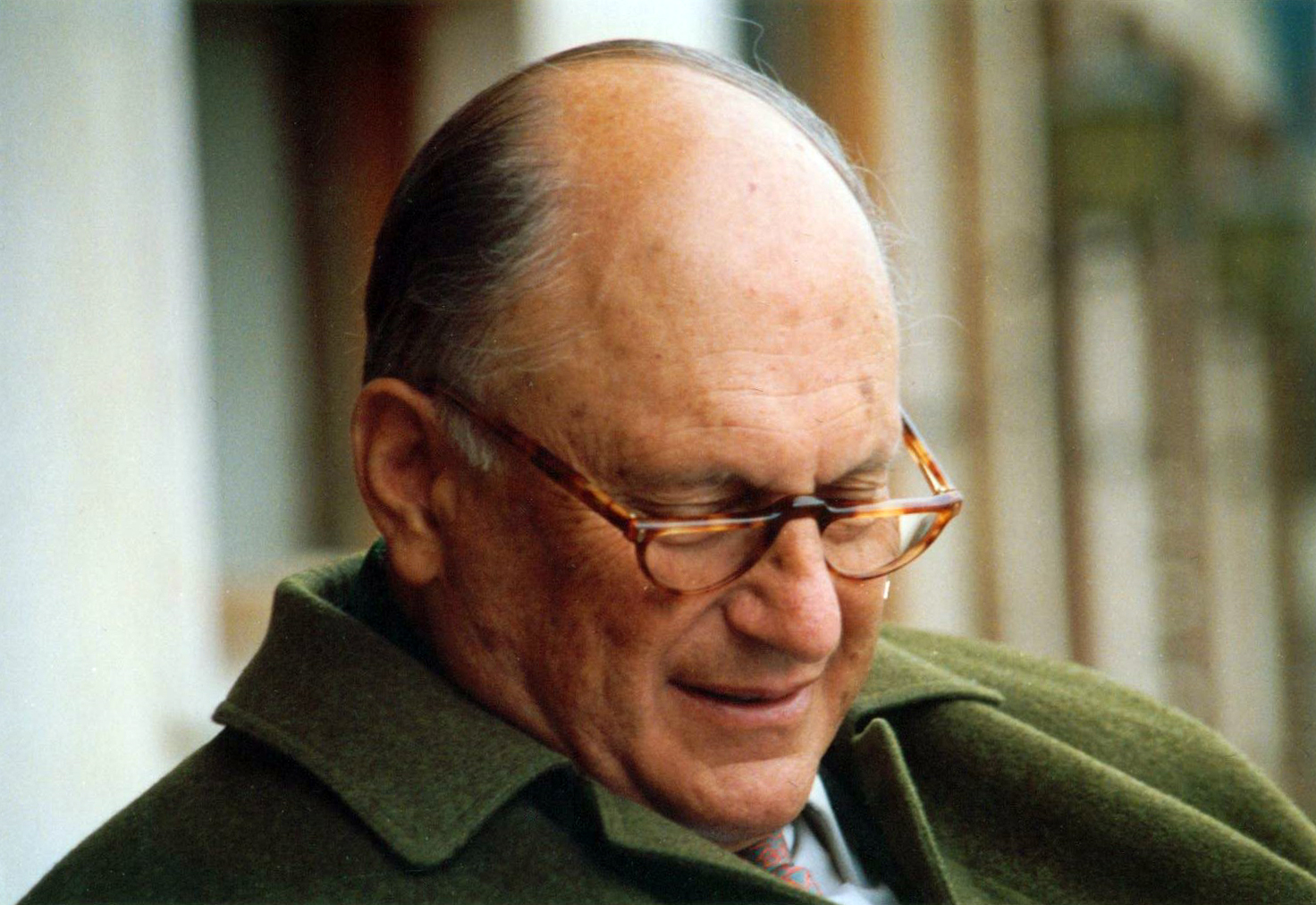
Wilhelm Gorton im Jahre 1996

Wilhelm Ferdinand Maria Gorton (* 1. Dezember 1922 in Klagenfurt; † 25. August 2016 in Straßburg, Kärnten) war ein österreichischer Industrieller, Politiker und Großgrundbesitzer sowie Ehrenbürger der Kärntner Stadt Straßburg.

## Leben

### Kindheit und Jugend
Wilhelm Gorton wurde am 1. Dezember 1922 in Klagenfurt geboren und am 28. Dezember 1922 in Straßburg auf den Namen Wilhelm Ferdinand Maria getauft. Er wuchs als ältestes von drei Kindern seiner Eltern Wilhelm Gorton und Josefine Gorton (geborene Nagele; 1900–1985) in Straßburg in Kärnten auf. Sein Vater war Großgrundbesitzer, Kaufmann und Unternehmer. Die Eltern hatten am 22. Februar 1922 in der Pfarrkirche Silberegg in Silberegg bei Kappel am Krappfeld geheiratet.

### Ausbildung und Beruf
Er besuchte die örtliche Volksschule sowie anschließend das Realgymnasium in St. Paul im Lavanttal. Am 31. Mai 1936 wurde er in Klagenfurt gefirmt. 1938 wechselte er an das Realgymnasium in Klagenfurt, anschließend in die Nationalpolitische Erziehungsanstalt Wien-Breitensee. Nach Abschluss der Matura leistete er seinen Wehrdienst im Zweiten Weltkrieg als Versorgungsflieger der Luftwaffe. Nach Ende des Krieges besuchte er die Hochschule für Welthandel in Wien, die er 1948 mit dem Titel Dipl.-Kfm. abschloss. Er kehrte nach Straßburg zurück und übernahm die Unternehmen seines 1936 verstorbenen Vaters (Sägewerk, Kunstmühle, Holzstofffabrik sowie dessen Land- und Forstwirtschaft). Am 15. April 1950 heiratete er standesamtlich und kirchlich Fredegundis Kathrina Bohrer (1931–2016), die Tochter des Klagenfurter Fahrzeugfabrikanten Thomas Bohrer.

## Politisches Wirken
Gorton war in den Jahren 1951 bis 1961 Stadtrat der Stadtgemeinde Straßburg in Kärnten sowie ab 1961 Bürgermeister der Stadt Straßburg. Von 1965 bis 1970 war er Abgeordneter zum Kärntner Landtag. Im Anschluss wechselte er in die Bundespolitik und war vom 31. März 1970 bis zum 16. Dezember 1986 Abgeordneter zum österreichischen Nationalrat. Neben seinem politischen Wirken war Gorton auch Sektionsobmann-Stellvertreter der Kammer der gewerblichen Wirtschaft für Kärnten, Bezirksobmann des Österreichischen Wirtschaftsbundes, Landesgruppenobmann-Stellvertreter des Österreichischen Wirtschaftsbundes (Teil der ÖVP) für Kärnten, Vorstandsmitglied der Vereinigung Österreichischer Industrieller sowie deren Landesgruppe Kärnten, sowie Bezirksparteiobmann der ÖVP St. Veit an der Glan. 1991 zog er sich nach Ablauf seiner letzten Funktionsperiode nach 27 Jahren als Bürgermeister aus der Politik zurück.

### Kritik
Im Januar 1985 erntete Gorton heftige öffentliche Kritik, als er Walter Reder bei sich in Kärnten aufnahm. Reder war NS-Kriegsverbrecher, war im Mai 1945 festgenommen worden und hatte dann fast 40 Jahre im Gefängnis gesessen.

## Auszeichnungen
- 1978: Großes Silbernes Ehrenzeichen für Verdienste um die Republik Österreich[6]
- 1983: Großes Goldenes Ehrenzeichen für Verdienste um die Republik Österreich[7]
- 19??: Großes Goldenes Ehrenzeichen des Landes Kärnten
- 19??: Ehrenbürger der Stadt Straßburg (Kärnten)
- 2012: Goldene Ehrennadel der Wirtschaftskammer Kärnten[8]

## Sonstiges
Nach ihm ist die Wilhelm-Gorton-Straße in Straßburg benannt.